# Barra (derecho)

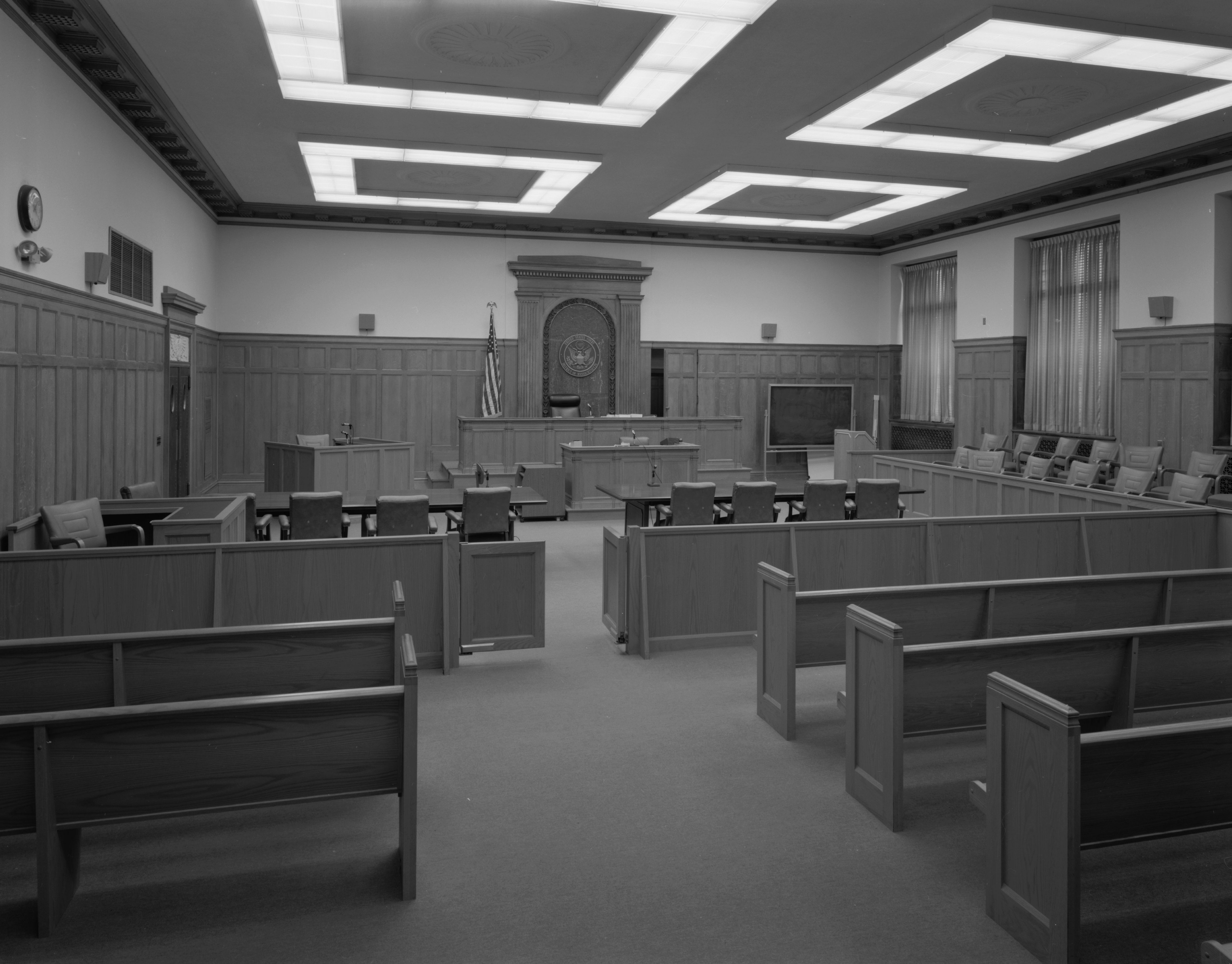
La barra (con puertas de balanceo de puerta) en un tribunal estadounidense es aquello que separa el banco del juez y los abogados de las mesas del área de visionado pública en el primer plano. El término barra es también un metonimia utilizada para definir el conjunto abogados con licencia en una jurisdicción dada.

En derecho, la barra es la abogacía y el proceso de cualificar para practicar ley. El término es de la división física o barra entre las áreas laborables y públicas de un tribunal.

## División de la Sala de Justicia

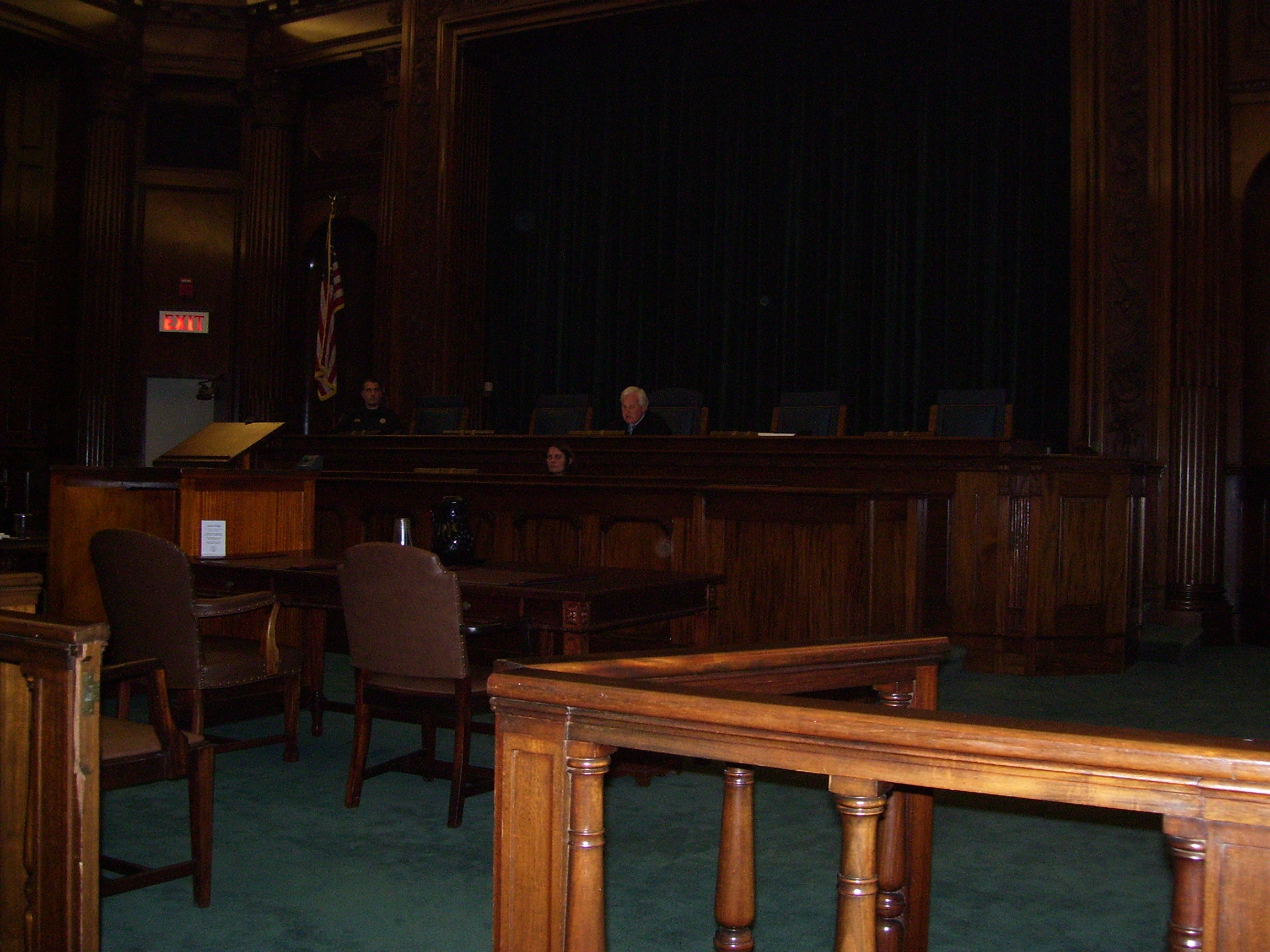
La barra (barandilla) en el Tribunal Supremo de Rhode Island

El origen del término barra es del mobiliario barandilla que dividía una sala de justicia europeo medieval, similar al origen del término banco para la ubicación del banco de transacciones financieras en Europa medieval.[cita requerida] En los EE. UU., Europa y muchos otros países que refieren a las tradiciones de ley de Europa, el área delante de la barra está restringida a participantes en la prueba: el juez o jueces, otros oficiales de tribunal, el jurado (si cualquier), los abogados para cada partido, los partidos al caso, y presencia dar testimonio. El área detrás de la barra es abierta al público. Esta restricción está aplicada en casi todos los tribunales. En más tribunales, la barra está representada por una partición física: un railing o barrera que sirve como barra.

## Licencia y certificación
La barra también puede referir al procedimiento de cualificar por qué un abogado está autorizado para practicar ley en una jurisdicción dada.

### Procedimiento de EE. UU.
En los Estados Unidos, este procedimiento está administrado por los estados de EE. UU. individuales. En general, un licenciado de mosto del candidato de una escuela de ley cualificada y pasar una prueba escrita: el "examen de barra". Casi todos los estados utilizan el Examen de Barra Multiestado, normalmente con adiciones para las leyes de aquel estado. El candidato es entonces "admitido a la barra". Un abogado cuya licencia para practicar la ley está revocada está dicho para ser disbarred.

### Procedimiento británico
En el Reino Unido, la práctica de ley está dividida entre barristers (defiende en Escocia) y abogados. Es el anterior quiénes aparecen en tribunal. Cuándo un abogado deviene un defender o barrister,  se apellida a la barra.

## La abogacía
La Barra generalmente refiere a la abogacía globalmente. Con un modificador,  pueda referir a una rama o división de la profesión: en cuanto a caso, el responsabilidad extracontractual de la barra, abogados quiénes especializan en archivar trajes civiles para daños.
Conjuntamente con banco, la barra puede diferenciar abogados quiénes representan clientes (la barra), de jueces o miembros de un poder judicial (el banco). En este sentido, la barra defiende y el banco arbitra. Todavía, juzga generalmente quedar miembros de la barra; y los abogados son generalmente referenciados como "Agentes del Tribunal".
El banco de frase y la barra denota todos los jueces y abogados en conjunto.